# Bauria
Bauria é um gênero extinto da subordem Therocephalia. Pertencia à família Bauriidae. Bauria robusta provavelmente foi um animal carnívoro ou insetívoro.

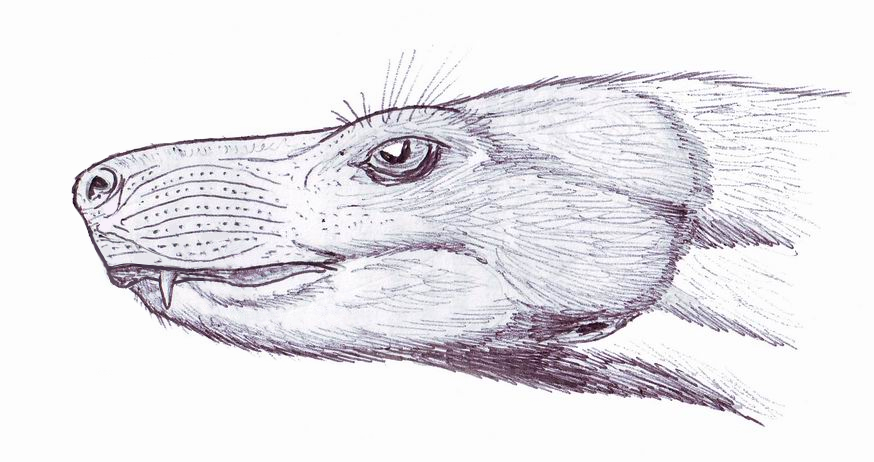
Bauria

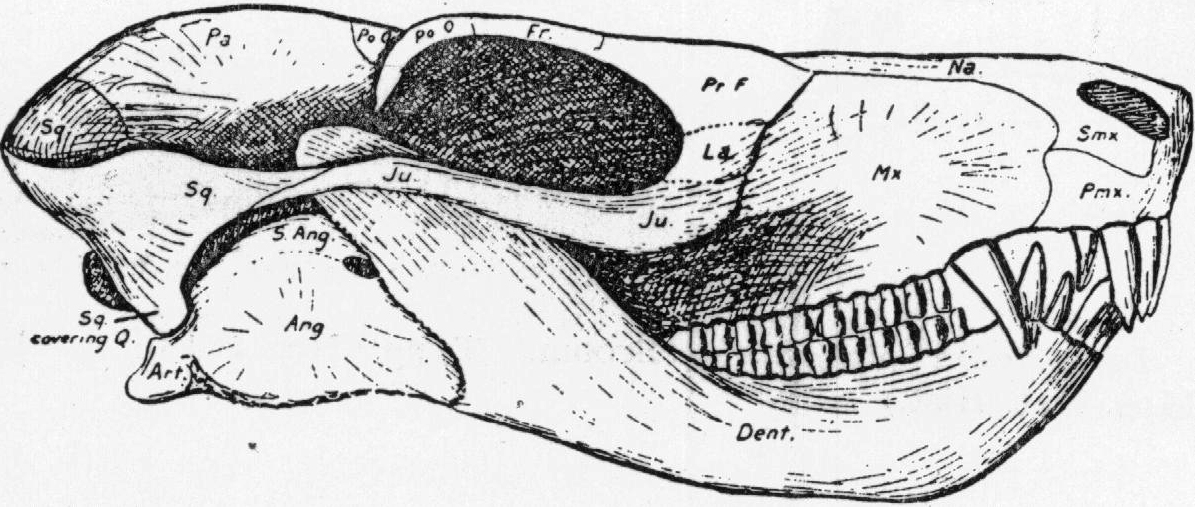
Bauria cynops crânio restaurado, specimen 5622